# Bönen
Bönen là một đô thị ở huyện Unna, trong Nordrhein-Westfalen, Đức. Vị trí đô thị này giữa Hamm về phía tây bắc và Unna về phía đông nam.